# Zuid-Amerikaanse makikikker
De Zuid-Amerikaanse makikikker (Pithecopus hypochondrialis) is een amfibie uit de familie Phyllomedusidae. De soort werd lange tijd tot de familie boomkikkers (Hylidae) gerekend en werd voor het eerst wetenschappelijk beschreven door François Marie Daudin in 1800. Oorspronkelijk werd de wetenschappelijke naam Hyla hypochondrialis gebruikt en de soort behoorde lange tijd tot het geslacht Phyllomedusa..

## Uiterlijke kenmerken
De rug is bladgroen en de buik is oranje met donkere vlekken. Deze soort heeft een lichaamslengte van 2,5 tot 4,5 centimeter.

## Leefwijze
Deze volledig terrestrische soort leeft in een droge omgeving en smeert zich derhalve in met een wasachtige stof uit huidklieren, die moet voorkomen dat het dier uitdroogt. Hij verspreidt een akelige geur ter afschrikking van belagers. Als hij echt bedreigd wordt, houdt hij zich dood.

## Voortplanting
De paring vindt plaats in de regentijd. Het vrouwtje verpakt de eieren in een dichtgevouwen blad boven het water, zodat de larven direct na het uitkomen in het water vallen.

## Verspreiding en leefgebied
Deze soort komt voor in het noorden en midden van Zuid-Amerika.